# Giacomo Guido Ottonello
Giacomo Guido Ottonello (ur. 29 sierpnia 1946 w Masone) – włoski duchowny katolicki, arcybiskup, nuncjusz apostolski.

## Życiorys
29 czerwca 1971 otrzymał święcenia kapłańskie i został inkardynowany do diecezji Acqui. W 1977 rozpoczął przygotowanie do służby dyplomatycznej na Papieskiej Akademii Kościelnej. W 1998 został radcą nuncjatury apostolskiej w Warszawie.
29 listopada 1999 został mianowany przez Jana Pawła II nuncjuszem apostolskim w Panamie oraz arcybiskupem tytularnym Sasabe. Sakry biskupiej 6 stycznia 2000 udzielił mu papież Jan Paweł II. 
26 lutego 2005 został przeniesiony do nuncjatury w Ekwadorze. 1 kwietnia 2017 został nuncjuszem na Słowacji.
31 października 2021 przeszedł na emeryturę.